# Isblink
Isblink är en vit strimma med ljus som syns vid horisonten som uppkommer då isen och snön reflekterar ljuset mot moln. Detta kan ske trots att själva isen eller snön inte är synlig från den position där betraktaren befinner sig. Det förekommer företrädesvis vid låga moln, som stratus och stratocumulus.
Genom att isblink inte uppkommer då det förekommer öppet hav kan fenomenet utnyttjas för navigering i delvis istäckta hav. Detta har utnyttjats av inuiter och vid utforskningen av nordvästpassagen. Vid navigering i hav förekommer även begreppen ishimmel och vattenhimmel för att beskriva detta fenomen.